# Kalemela
Kalemela è una circoscrizione mista (mixed ward) della Tanzania situata nel distretto di Busega, regione del Simiyu. Conta una popolazione di 10 928 abitanti (censimento 2012).